# Giovanny Romero Infante
Giovanny Romero Infante, más conocido como «Gio Infante» (Lima, 18 de septiembre de 1988-24 de enero de 2020), fue un periodista y activista LGBT peruano. Su trabajo destacó por su lucha en favor de los derechos para las minorías sexuales en su país. Fue presidente del Movimiento Homosexual de Lima (MHOL). 

## Biografía

### Activismo
Empezó su activismo en el año 2002, cuando tenía 14 años y se aproximó al Movimiento Homosexual de Lima (MHOL), organización de la sociedad civil que confía en la construcción de una sociedad libre, justa y equitativa que permita y promueva el desarrollo de todas las personas sin ninguna forma de discriminación, exclusión, especialmente de aquellas basadas en la orientación sexual o identidad de género.
Romero Infante, más conocido como Gio Infante, dirigió las marchas del MHOL denominadas como el Día Internacional del Orgullo LGBT. Asimismo, en varias oportunidades rechazó todo intento de violencia o censura contra la comunidad LGBT. Según Giovanny Romero en 2011:

Todos deberíamos ser iguales ante la ley. Sin embargo, la experiencia cotidiana de miles de peruanas y peruanos está marcada por insultos, golpes y hasta la muerte. Más del 60% de peruanos cree que las parejas homosexuales no deben tener los mismos derechos que las heterosexuales y menos del 20% cree que lesbianas y gais logran hacer valer sus derechos.

Adicionalmente fue militante del Partido Socialista del Perú, en la época en la que esta organización era presidida por Javier Diez Canseco. Dentro del partido, Gio impulsó la primera Secretaría de Diversidades. Cabe mencionar también que fue una voz crítica importante del informe final de la Comisión de la Verdad y Reconciliación (CVR), debido a que este visibilizó de forma insuficiente la violencia ejecutada contra las personas LGBTIQ+ durante el conflicto armado interno en Perú, tal como narra en este extracto de una columna suya:
"(...) el Informe Final [de la CVR] no hizo más que rasgar la profunda homofobia del conflicto armado interno (...) Las ejecuciones homofóbicas no eran una forma más de terrorismo sino un mecanismo de legitimización en un país con absoluto desprecio por las vidas LTGB"
Así mismo, sostuvo públicamente cuestionamientos hacia las políticas de atención a las personas con VIH":
“Las prácticas estatales acá narradas evidencian una estrategia expresa para matarnos y dejarnos morir por ser quienes somos, consumando un genocidio homosexual en el contexto de la epidemia del VIH y sida, un homosidio"
El término "homosidio" sonaba en las conversaciones sobre género y salud que sostenían las y los activistas LGBTI+ del MHOL. Este concepto fue popularizado por Infante para hacer referencia al abandono a las personas homosexuales con VIH/SIDA por parte del Estado.
"Yo sostengo que hay un homosidio, una política de eliminación de homosexuales en el marco del SIDA, que implica dejar morir a estas personas. Yo mismo en el último año he enterrado a tres buenos amigos que han muerto por culpa del VIH. Son muertes absolutamente injustas porque eran totalmente evitables. Esto es homofobia de Estado".
En distintos espacios, incluida su columna en el portal ciudadano La Mula, dejaba constancia que el VIH era una realidad que afectaba principalmente a las personas pertenecientes a la diversidad sexo-genérica, al mismo tiempo que hacía explícitas sus propias vivencias como persona con VIH:
"Con el VIH es más o menos así. Se dice que es un problema de todos, pero en realidad es nuestro. De cada mil mujeres trans, 208 viven con el virus. De cada mil gais, 151. De cada mil hombres bisexuales, 66. De cada mil hombres sin identidad homo/bisexual que tienen sexo con otros hombres o trans, 33. Es decir, mientras más lejos de la norma sexual, más probabilidades de vivir con VIH. Aunque eso no tendría que ser tan trágico hoy en día, cuando las tecnologías médicas permiten protegerse del virus incluso sin usar condones, y cuando la esperanza de vida de las personas con VIH en el norte es igual a las que no lo tienen"
El lugar de enunciación de Gio Infante no solo estaba definido por su pertenencia a la población LGBTIQ+, sino también por cómo las variables de clase y étnico-raciales atravesaban su existencia. Por ello, su activismo no solo fue a favor de los derechos LGBTIQ+. Gio reivindicaba su identidad como cholo para contrarrestar el racismo antiindígena en el Perú. De la misma forma, por provenir de una familia de clase trabajadora, Gio también visibilizaba su condición como representante de un nivel socioeconómico poco privilegiado y en ese sentido, discrepaba de las prioridades políticas de los activismos LGBTIQ+ de las clases medias y altas.

### Fallecimiento
Falleció el 24 de enero de 2020 debido a complicaciones en su estado de salud. Políticos LGTB peruanos como Carlos Bruce y Alberto de Belaúnde lamentaron el deceso del activista. Su cuerpo fue velado en el local del MHOL y posteriormente cremado, las cenizas fueron entregadas a su familia.

## Controversias
Infante en múltiples oportunidades fue criticado por grupos conservadores debido a su manera de hacer activismo en favor del movimiento LGBT y los derechos de las minorías sexuales en el Perú, como, por ejemplo, la intervención urbana «besos contra la homofobia» en la vía pública. También se le cuestionó el apoyo al «No» en favor de la alcaldesa de Lima Susana Villarán durante la consulta popular de revocatoria de marzo de 2013, además de sus constantes enfrentamientos con la rama lesbiana del Movimiento Homosexual de Lima que le presionó a dejar el liderazgo del mencionado movimiento.